# 优漫卡通卫视
优漫卡通卫视是中國的江苏省广播电视总台下属的一个少儿频道、卫星频道，是中国首家上星播出的省级少儿频道。开播于2010年7月1日，前身是成立于2004年10月1日的江苏少儿频道。

## 主要节目

### 剧场
- 《卡通大本营》
- 《优漫午剧场》
- 《卡通乐园》
- 《动画天地》
- 《幸福响当当》（已停播）
- 《优漫合家欢》

### 自制栏目
- 《心愿树》（已停播）
- 《优漫乐学堂》（已停播）
- 《优漫星未来》
- 《灵石茂险王》（已停播）
- 《来玩吧》

### 季播栏目
- 《父女旅行团》（与江苏卫视联播）

## 主持人
- 林子（林颖）总监助理、节目制作、主持人
- 月亮（夏琴）
- 程易 节目制作、主持人
- 小兔（马亚丽）
- 小月（尹婵月）
- 大陶（陶宇）兼优漫星未来团长
- 雁南（成雁南）
- 小苏（苏靖岚）
- 小鱼（孙子毓）
- 珊珊
- QQ（徐倩茜）

## 荣誉
前身江苏电视台少儿频道在2006-2009年被中国国家广电总局评为“全国优秀少儿频道”一等奖，并在2009年5月被评为“全国青年文明号”先进集体。主打动画栏目《动画天地》被中国国家广电总局评为“全国优秀国产动画栏目”一等奖。

## 收视情况
2011年，优漫卡通卫视收视表现优异。截至2011年10月，频道白天收视位列江苏省全省第2，仅次于江苏卫视，晚间黄金时段收视全江苏省排名第6。
主打动画栏目《动画天地》自开播以来，收视率一直稳居江苏省同时段同类节目第一。

## 收视范围
优漫卡通卫视收视范围覆盖中华人民共和国江苏省全省、安徽省全省、海南省全省、贵州省全省、山西省全省、陕西省全省、新疆维吾尔族自治区全境及北京市、上海市、浙江省杭州市、浙江省温州市、云南省昆明市、湖北省武汉市、广东省广州市、广东省深圳市等地。

## 前身
2004年10月1日-2010年7月1日间，该台的前身江苏少儿频道作为江苏广播电视总台（集团）下属的电视频道，在江苏省省内为该省1700万未成年人提供少儿节目，受到广泛好评。频道在4-14岁目标观众中收视率排名全省第一，是江苏省第一少儿电视媒体。